# Kingdom of Madness
A Kingdom of Madness az Edguy nevű német power metal együttes második nagylemeze, melyet 1997-ben vettek fel. Sokszor hivatkoznak erre az albumra mint az együttes első "hivatalos" nagylemezése, mert ez az első professzionális módon felvett és terjesztett albumuk.

## Számok listája
1. "Paradise" – 6:24
2. "Wings of a Dream" – 5:24
3. "Heart of Twilight" – 5:32
4. "Dark Symphony" – 1:05
5. "Deadmaker" – 5:15
6. "Angel Rebellion" – 6:44
7. "When a Hero Cries" – 3:59
8. "Steel Church" – 6:29
9. "The Kingdom" – 18:23

## Felállás
- Jens Ludwig – Gitár
- Tobias Sammet – Ének, basszusgitár, billentyű
- Dirk Sauer – Gitár
- Dominik Storch – Dobok
- Chris Boltendahl (a Grave Digger együttesből) – Vokál, ének a 9. számban